# Pesoz
Pesoz (asztúriai nyelven Pezós) település Spanyolországban, Asztúria autonóm közösségben. Pesoz Illano, Allande, Grandas de Salime és San Martín de Oscos községekkel határos. Lakosainak száma 135 fő (2024).

## Népesség
A település népessége az utóbbi években az alábbiak szerint változott:
| Lakosok száma | 256  | 221  | 197  | 193  | 191  | 173  | 156  | 147  | 138  | 135  |
|               | 2001 | 2004 | 2007 | 2009 | 2012 | 2014 | 2017 | 2019 | 2022 | 2024 |